# Università Ebraica di Gerusalemme

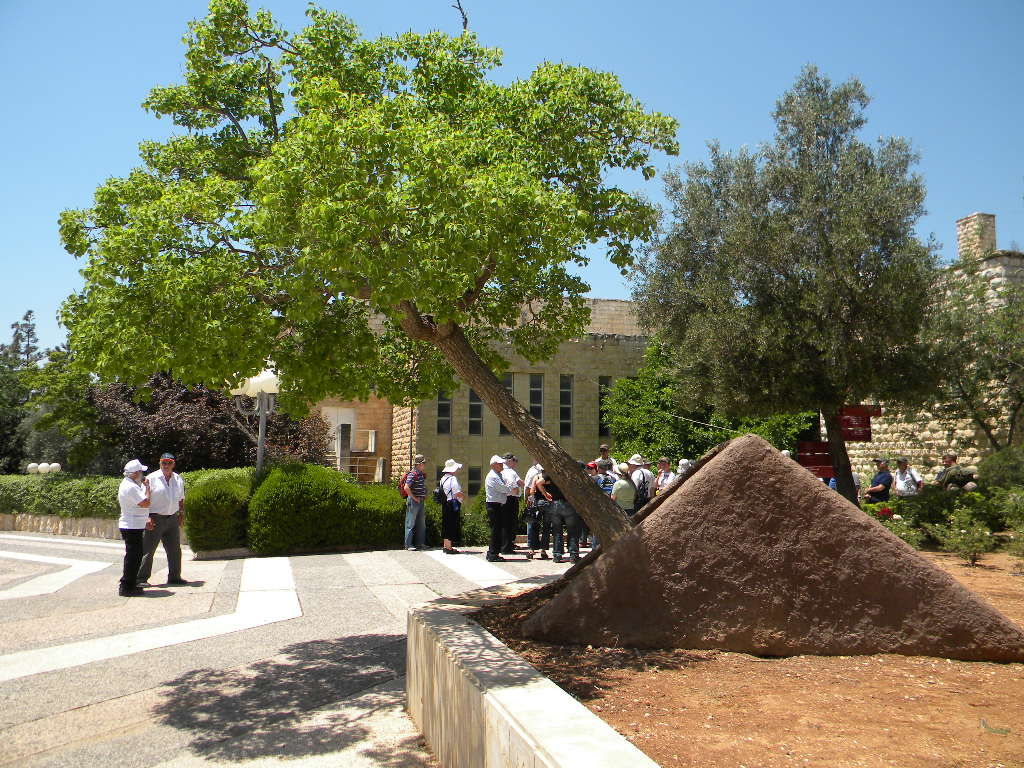
Centro Studentesco Internazionale Frank Sinatra e Memoriale delle vittime dell'attentato palestinese suicida del 2002

L'Università Ebraica di Gerusalemme (in ebraico האוניברסיטה העברית בירושלים‎?; in arabo الجامعة العبرية في القدس‎?, al-Jāmiʿat al-ʿIbriyya fī l-Quds; in inglese Hebrew University of Jerusalem, da cui l'acronimo "HUJI") è la più antica università israeliana. È considerato uno dei migliori atenei del mondo, ed è sede della più grande biblioteca di studi ebraici. Fu costruita durante il periodo del mandato britannico della Palestina, per iniziativa del movimento sionista. Il nome dell'ateneo fa riferimento alla lingua ebraica (עברית, Hebrew, عبرية) e non alla religione o alla cultura ebraica (יהודית, Jewish, يهودية).
I primi lavori iniziarono nel 1918 - con una campagna di raccolta fondi cui parteciparono sia Chaim Weizmann sia Albert Einstein, mirante anche a dar vita a un politecnico, quale fu il Technion di Haifa - e terminarono sette anni più tardi quando, il 1º aprile 1925, il campus universitario sul Monte Scopus (Har HaTzofim) fu inaugurato alla presenza dei rappresentanti delle comunità ebraiche mondiali, di autorità pubbliche e di studiosi, oltre che dai rappresentanti del Governo mandatario britannico (tra i quali Lord Balfour, il visconte Allenby e Sir Herbert Samuel). Tra i primi membri del Consiglio d'Amministrazione dell'università figuravano importanti personalità come Albert Einstein, Sigmund Freud, Martin Buber e Chaim Weizmann.
Attaccata ripetutamente durante la guerra arabo-israeliana del 1948, l'università fu poi tagliata fuori dal territorio israeliano dopo il massacro del convoglio medico di Hadassah e l'armistizio del 1949; costretta a trovare una nuova sede, l'università costruì un nuovo campus a Givat Ram nella parte occidentale di Gerusalemme, che fu completato nel 1953. La sede dell'università ritornò sul Monte Scopus dopo la guerra dei sei giorni.

## Storia

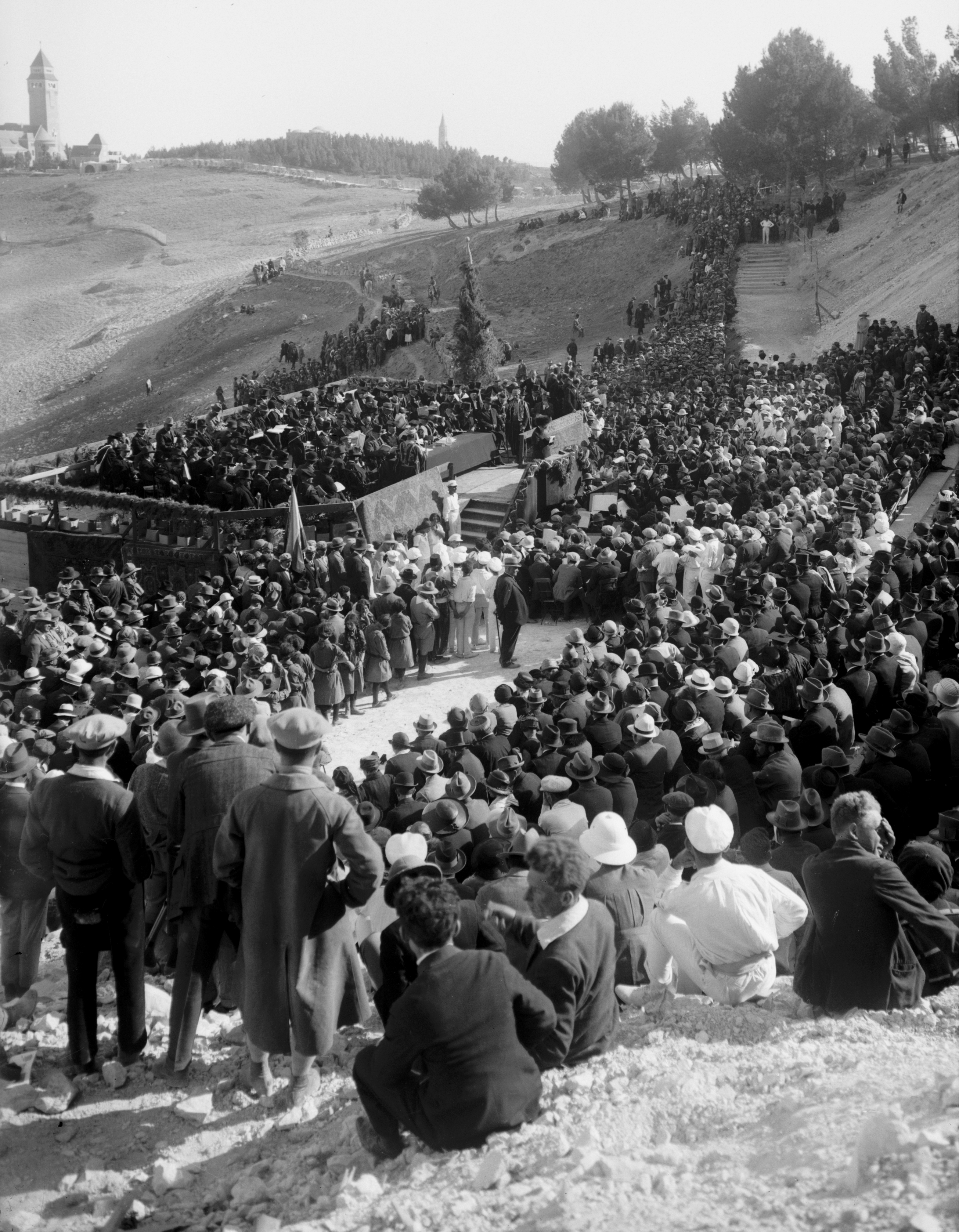
Cerimonia di inaugurazione, 1925

Una delle visioni del movimento sionista era sempre stata la fondazione di una università ebraica in terra d'Israele. Stabilire una tale università era stato proposto sin dal 1884 durante la conferenza di Kattowitz della Società di Hovevei Zion. Uno dei maggiori suoi sostenitori fu Albert Einstein, che lasciò i suoi manoscritti e il suo patrimonio letterario all'università.
La prima pietra dell'università fu posata nel 1918 e dopo sette anni, il 1º aprile 1925, il campus dell'Università Ebraica fu inaugurato sul Monte Scopus di Gerusalemme con una cerimonia di gala e la partecipazione di importanti figure del mondo ebraico, accademici, uomini politici e dignitari britannici, tra i quali Lord Arthur James Balfour, il visconte Allenby e sir Herbert Samuel. Il primo cancelliere dell'università fu Judah Magnes.
Vent'anni dopo l'Università Ebraica era già divenuta un vasto centro di ricerca e insegnamento. Progetti per una scuola di medicina furono approvati nel maggio 1949 e nel novembre 1949 venne inaugurata la Facoltà di giurisprudenza. Nel 1952 fu annunciato che l'istituto di agricoltura, fondato dall'università nel 1940, sarebbe diventato una Facoltà di Agricoltura a pieno diritto.
Durante la guerra arabo-israeliana del 1948, gli arabi attaccarono ripetutamente sia l'Università, posta a nord-est di Gerusalemme, sia tutti i convogli che si spostavano tra la sezione di Gerusalemme controllata dagli israeliani e l'Università.
Dopo il massacro del convoglio medico di Hadassah del 1948, il campus del Monte Scopus venne tagliato fuori dalla Gerusalemme israeliana.
Quando il governo della Giordania rinnegò gli accordi di armistizio del 1949 e rifiutò l'accesso israeliano al campus del Monte Scopus, l'Università fu costretta e costruire un nuovo campus a Givat Ram, nella Gerusalemme occidentale, che fu completato nel 1953. Nel frattempo, l'Università venne ad affittare una parte del fabbricato "Terra Sancta" a Rehavia dai frati francescani Custodi dei Luoghi Santi, e tenne lezioni lì.
Qualche anno più tardi, e insieme alla Hadassah, un campus di scienze mediche fu costruito nel quartiere di Ein Kerem, nella Gerusalemme sudoccidentale.
Agli inizi del 1967 il numero di studenti iscritti si aggirava sui 12.500, tra le due sedi di Gerusalemme e la facoltà di agricoltura di Rehovot.
Dopo la occupazione di Gerusalemme est, dopo la guerra dei sei giorni nel giugno 1967, l'Università fu in grado di ritornare sul Monte Scopus e il campus venne ricostruito e completato nel 1981, anno in cui esso diventò nuovamente la sede principale dell'Università.
L'Università fu ancora una volta centro di conflitto il 31 luglio 2002, quando un manovale palestinese (che risiedeva nella Gerusalemme orientale) fece esplodere una bomba nella affollata caffetteria Frank Sinatra all'ora di pranzo. Nove persone (cinque israeliani, tre statunitensi, e un bipolide franco-statunitense) morirono nell'esplosione, e molte altre furono ferite. Hamas rivendicò la responsabilità dell'attacco. I principali rappresentanti del mondo politico internazionale, tra i quali il segretario dell'ONU Kofi Annan, il presidente statunitense George W. Bush ed il presidente della Commissione europea condannarono pubblicamente l'attentato.

## Biblioteche
La Biblioteca Nazionale Ebraica universitaria (Jewish National and University Library) è la biblioteca centrale più grande dell'Università e una delle più vaste collezioni di libri e manoscritti del mondo. È inoltre la parte più antica dell'Università stessa. Fondata nel 1892 come centro mondiale per la conservazione dei libri riguardanti il pensiero e la cultura ebraici, assunse l'ulteriore funzione di biblioteca universitaria generale nel 1920. Possiede la più grande collezione di Ebraica e Giudaica del mondo. Contiene tutte le pubblicazioni edite in Israele, e sta tentando di acquisire tutto ciò che viene pubblicato nel mondo su Israele. Possiede oltre 5 milioni di volumi e migliaia di articoli materiali nelle sezioni speciali, molti dei quali sono unici. Tra questi ultimi figurano gli Archivi Albert Einstein il dipartimento dei manoscritti ebraici, la collezione cartografica Eran Laor, la collezione scientifica Edelstein, la collezione Gershom Scholem e la collezione dei manoscritti di Maimonide.
Nel suo testamento, Albert Einstein lasciò all'Università il suo carteggio personale e il rispettivo copyright intellettuale, come anche il diritto ad usare la sua immagine (che infatti appare anche sul  sito web ufficiale). Gli Archivi Albert Einstein contengono circa 55.000 voci.
Oltre alla Biblioteca Nazionale, l'Università Ebraica gestisce biblioteche tematiche nelle varie sedi, tra le quali la Biblioteca di Scienze Avraham Harman, la Biblioteca di Matematica e la Biblioteca di Informatica a Givat Ram; quella di Scienze del suolo a Ram; la Biblioteca Bloomfield per l'Umanistica (Lettere e Filosofia) e le Scienze Sociali, al Monte Scopus; il Centro Biblioteche Bernard G. Segal per Giurisprudenza, al M. Scopus; la Biblioteca di Archeologia, M. Scopus; la Biblioteca Moses Leavitt per l'Assistenza Sociale, M. Scopus; la Biblioteca Centrale Zalman Aranne per la Pedagogia, M. Scopus; la Biblioteca della Rothberg International School, M. Scopus; la Biblioteca Medica Nazionale Muriel e Philip I. Berman National, a Ein Kerem; la Biblioteca Centrale di Scienze Agricole, a Rehovot; infine la Biblioteca Roberta e Stanley Bogen dell'Istituto di Ricerca Harry S. Truman per la Pace, M. Scopus.
Tutte le biblioteche dell'Università, con i rispettivi cataloghi, possono essere consultate in linea al portale  HUJI Library Authority (archiviato dall'url originale il 29 gennaio 2009).

## Sedi
L'Università Ebraica ha quattro campi, tre a Gerusalemme e uno a Rehovot. Nel 2008 ha una popolazione di circa 24.000 studenti (inclusi i post lauream).

### Monte Scopus
Monte Scopus (ebraico Har HaTzofim הר הצופים), situato nella parte orientale di Gerusalemme, ospita la Facoltà di Humanities (Storia, Letteratura, Filosofia ecc.) e quella di Scienze Umane, la Facoltà di Giurisprudenza, la Scuola di Scienze Commerciali, la Scuola Internazionale Rothberg, il Centro Studentesco Internazionale Frank Sinatra, l'Istituto di Ricerca Harry S. Truman per la Pace, l'Istituto Mandel per gli Studi Ebraici e la recente Scuola di Politiche Pubbliche.

### Givat Ram (Edmond Safra)

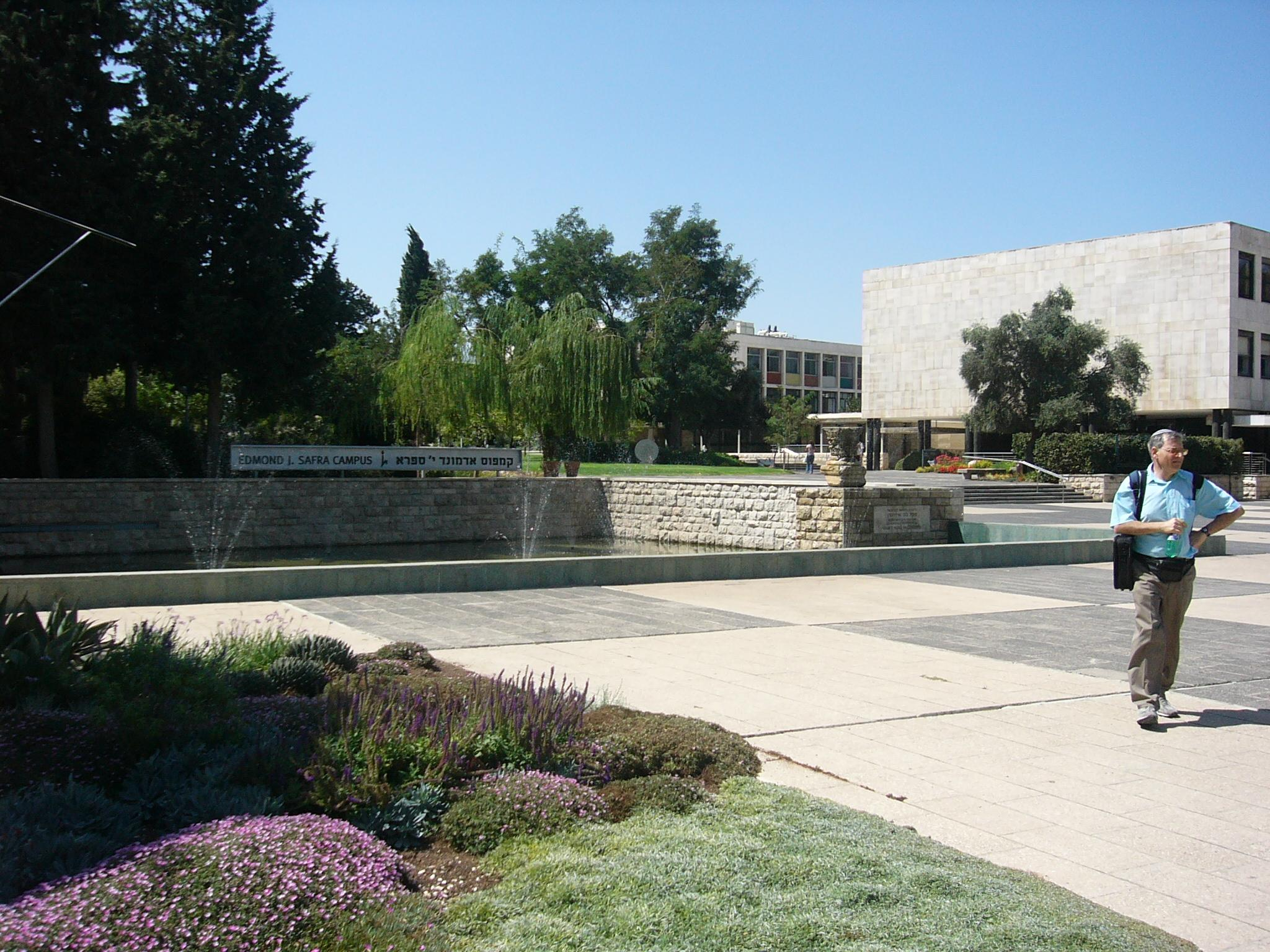
Campus di Givat Ram

Il campus Givat Ram, intitolato a Edmond Safra, contiene i dipartimenti scientifici e la Biblioteca Nazionale Ebraica.

### Ein Kerem
Il campus Ein Kerem si trova nello stesso complesso dell'Ospedale Hadassah Ein Kerem. Sebbene tale campus sia dedicato principalmente alle discipline mediche e odontoiatriche, vi trova collocazione anche il dipartimento di biologia molecolare.

### Rehovot
La Facoltà di Agricoltura e la Scuola di Veterinaria si trovano presso la città di Rehovot nella pianura costiera. La Facoltà di Agricoltura fu fondata nel 1942 e la Scuola di Veterinaria aprì nel 1985. Queste sono le sole istituzioni accademiche a Israele che offrono programmi sia di insegnamento sia di ricerca nelle rispettive discipline.

## Yissum
Yissum Research Development Company è la società di trasferimento tecnologico dell'università, fondata nel 1964. Yissum gestisce tutte le licenze e i brevetti dei ricercatori e dei dipendenti dell'Università Ebraica. Dalla sua fondazione, Yissum ha fondato più di 80 aziende spin-off come: Mobileye, BriefCam, HumanEyes, OrCam, ExLibris, BioCancell, NewStem e molte altre. Yissum è guidata da Yaacov Michlin, Tamir Huberman, Dov Reichman, Shoshi Keinan, Ariela Markel e Michal Levy. Yissum è anche membro dell'ITTN (Israel Technology Transfer Organization).